# فنی صدار
فنی صدار (به لاتین: Feni Sadar) یک منطقهٔ مسکونی در بنگلادش است که در ناحیه فنی واقع شده‌است. فنی صدار ۱۹۷٫۳۳ کیلومتر مربع مساحت و ۵۱۲٫۶۴۶ نفر جمعیت دارد.